# Теорија хаоса
У математици, теорија хаоса описује понашање одређених динамичких система (система чије стање еволуира током времена), који могу да испоље динамику која је веома осетљива на почетне услове (популарно, ефекат лептира). Као резултат ове осетљивости, која се манифестује експоненцијалним растом пертурбација у почетним условима, понашање хаотичних система изгледа случајно. Ово се догађа чак и ако су ти системи детерминистички, што значи да је њихова даља динамика у потпуности одређена почетним условима, без случајних фактора. Ово понашање је познато као детерминистички хаос, или просто хаос.
Хаотично понашање се такође јавља у природним системима, као што су метеоролошке прилике. Оно се може објаснити хаос-теоретском анализом математичког модела таквог система, који осликава законе физике који су релевантни за одговарајући природни систем.

## Преглед
Хаотично понашање је уочено у лабораторији код мноштва система, укључујући електрична кола, ласере, осцилујуће хемијске реакције, динамику флуида, и механичке и магнетно-механичке уређаје. Посматрања хаотичног понашања у природи се врше и код динамике сателита Сунчевог система, времена еволуције магнетног поља небеских тела, раста популације у екологији, динамици акционих потенцијала код неурона и молекуларних вибрација. Пример хаотичних система је и понашање времена и климе. Постоје одређене контроверзе око тога да ли се хаотична динамика јавља код динамике тектонских плоча и у економији.
Системи који испољавају математички хаос су детерминистички и због тога у неком смислу показују уређеност; оваква стручна употреба термина хаос није у складу са свакодневном употребом, која подразумева потпуни неред. Сродно поље физике, теорија квантног хаоса проучава системе који прате законе квантне механике. Недавно се појавило и ново поље, релативистички хаос,, које се труди да опише системе који прате законе опште релативности.
Овај чланак се труди да опише границе степена нереда који рачунари могу да моделују са једноставним правилима, која дају комплексне резултате. На пример, приказани Лоренцов систем је хаотичан, иако има јасно дефинисану структуру Ограничени хаос је користан израз за описивање модела нереда.

### Публикације
- Sharkovskii, A.N. (1964). „Co-existence of cycles of a continuous mapping of the line into itself”. Ukrainian Math. J. 16: 61—71.
- Li, T.Y.; Yorke, J.A. (1975). „Period Three Implies Chaos” (PDF). American Mathematical Monthly. 82 (10): 985—92. Bibcode:1975AmMM...82..985L. CiteSeerX 10.1.1.329.5038 . JSTOR 2318254. doi:10.2307/2318254. Архивирано из оригинала (PDF) 2009-12-29. г. Приступљено 2009-08-12.
- Alemansour, Hamed; Miandoab, Ehsan Maani; Pishkenari, Hossein Nejat (март 2017). „Effect of size on the chaotic behavior of nano resonators”. Communications in Nonlinear Science and Numerical Simulation. 44: 495—505. Bibcode:2017CNSNS..44..495A. doi:10.1016/j.cnsns.2016.09.010.
- Crutchfield; Tucker; Morrison; J.D. Farmer; Packard; N.H.; Shaw; R.S (децембар 1986). „Chaos”. Scientific American. 255 (6): 38—49 (bibliography p.136). Bibcode:1986SciAm.255d..38T. doi:10.1038/scientificamerican1286-46. Online version (Note: the volume and page citation cited for the online text differ from that cited here. The citation here is from a photocopy, which is consistent with other citations found online that don't provide article views. The online content is identical to the hardcopy text. Citation variations are related to country of publication).
- Kolyada, S.F. (2004). „Li-Yorke sensitivity and other concepts of chaos”. Ukrainian Math. J. 56 (8): 1242—57. S2CID 207251437. doi:10.1007/s11253-005-0055-4.
- Day, R.H.; Pavlov, O.V. (2004). „Computing Economic Chaos”. Computational Economics. 23 (4): 289—301. S2CID 119972392. SSRN 806124 . doi:10.1023/B:CSEM.0000026787.81469.1f.
- Strelioff, C.; Hübler, A. (2006). „Medium-Term Prediction of Chaos” (PDF). Phys. Rev. Lett. 96 (4): 044101. Bibcode:2006PhRvL..96d4101S. PMID 16486826. doi:10.1103/PhysRevLett.96.044101. 044101. Архивирано из оригинала (PDF) 2013-04-26. г.
- Hübler, A.; Foster, G.; Phelps, K. (2007). „Managing Chaos: Thinking out of the Box” (PDF). Complexity. 12 (3): 10—13. Bibcode:2007Cmplx..12c..10H. doi:10.1002/cplx.20159. Архивирано из оригинала (PDF) 2012-10-30. г. Приступљено 2011-07-17.
- Motter, Adilson E.; Campbell, David K. (2013). „Chaos at 50”. Physics Today. 66 (5): 27. Bibcode:2013PhT....66e..27M. S2CID 54005470. arXiv:1306.5777 . doi:10.1063/PT.3.1977.

### Уџбеници
- Alligood, K.T.; Sauer, T.; Yorke, J.A. (1997). Chaos: an introduction to dynamical systems. Springer-Verlag. ISBN 978-0-387-94677-1.
- Baker, G. L. (1996). Chaos, Scattering and Statistical Mechanics. Cambridge University Press. ISBN 978-0-521-39511-3.
- Badii, R.; Politi, A. (1997). Complexity: hierarchical structures and scaling in physics. Cambridge University Press. ISBN 978-0-521-66385-4.
- Bunde; Havlin, Shlomo, ур. (1996). Fractals and Disordered Systems. Springer. ISBN 978-3642848704. and Bunde; Havlin, Shlomo, ур. (1994). Fractals in Science. Springer. ISBN 978-3-540-56220-7.
- Collet, Pierre, and Eckmann, Jean-Pierre (1980). Iterated Maps on the Interval as Dynamical Systems. Birkhauser. ISBN 978-0-8176-4926-5.
- Devaney, Robert L. (2003). An Introduction to Chaotic Dynamical Systems (2nd изд.). Westview Press. ISBN 978-0-8133-4085-2.[мртва веза]
- Robinson, Clark (1995). Dynamical systems: Stability, symbolic dynamics, and chaos. CRC Press. ISBN 0-8493-8493-1.
- Feldman, D. P. (2012). Chaos and Fractals: An Elementary Introduction. Oxford University Press. ISBN 978-0-19-956644-0. Архивирано из оригинала 31. 12. 2019. г. Приступљено 24. 07. 2021.
- Gollub, J. P.; Baker, G. L. (1996). Chaotic dynamics. Cambridge University Press. ISBN 978-0-521-47685-0.
- Guckenheimer, John; Holmes, Philip (1983). Nonlinear Oscillations, Dynamical Systems, and Bifurcations of Vector Fields. Springer-Verlag. ISBN 978-0-387-90819-9.
- Gulick, Denny (1992). Encounters with Chaos. McGraw-Hill. ISBN 978-0-07-025203-5.
- Gutzwiller, Martin (1990). Chaos in Classical and Quantum Mechanics. Springer-Verlag. ISBN 978-0-387-97173-5.
- Hoover, William Graham (2001) [1999]. Time Reversibility, Computer Simulation, and Chaos. World Scientific. ISBN 978-981-02-4073-8.
- Kautz, Richard (2011). Chaos: The Science of Predictable Random Motion. Oxford University Press. ISBN 978-0-19-959458-0.
- Kiel, L. Douglas; Elliott, Euel W. (1997). Chaos Theory in the Social Sciences. Perseus Publishing. ISBN 978-0-472-08472-2.
- Moon, Francis (1990). Chaotic and Fractal Dynamics. Springer-Verlag. ISBN 978-0-471-54571-2.
- Ott, Edward (2002). Chaos in Dynamical Systems. Cambridge University Press. ISBN 978-0-521-01084-9.
- Strogatz, Steven (2000). Nonlinear Dynamics and Chaos. Perseus Publishing. ISBN 978-0-7382-0453-6.
- Sprott, Julien Clinton (2003). Chaos and Time-Series Analysis. Oxford University Press. ISBN 978-0-19-850840-3.
- Tél, Tamás; Gruiz, Márton (2006). Chaotic dynamics: An introduction based on classical mechanics. Cambridge University Press. ISBN 978-0-521-83912-9.
- Teschl, Gerald (2012). Ordinary Differential Equations and Dynamical Systems. Providence: American Mathematical Society. ISBN 978-0-8218-8328-0.
- Thompson JM, Stewart HB (2001). Nonlinear Dynamics And Chaos. John Wiley and Sons Ltd. ISBN 978-0-471-87645-8.
- Tufillaro; Reilly (1992). An experimental approach to nonlinear dynamics and chaos. American Journal of Physics. 61. Addison-Wesley. стр. 958. Bibcode:1993AmJPh..61..958T. ISBN 978-0-201-55441-0. doi:10.1119/1.17380.
- Wiggins, Stephen (2003). Introduction to Applied Dynamical Systems and Chaos. Springer. ISBN 978-0-387-00177-7.
- Zaslavsky, George M. (2005). Hamiltonian Chaos and Fractional Dynamics. Oxford University Press. ISBN 978-0-19-852604-9.

### Семитехничка и популарна дела
- Letellier, Christophe (2012). Chaos in Nature. World Scientific Publishing Company. ISBN 978-981-4374-42-2.
- Abraham, Ralph;  . (2000).  Abraham, Ralph H.; Ueda, Yoshisuke, ур. The Chaos Avant-Garde: Memoirs of the Early Days of Chaos Theory. World Scientific Series on Nonlinear Science Series A. 39. World Scientific. Bibcode:2000cagm.book.....A. ISBN 978-981-238-647-2. doi:10.1142/4510.
- Barnsley, Michael F. (2000). Fractals Everywhere. Morgan Kaufmann. ISBN 978-0-12-079069-2.
- Bird, Richard J. (2003). Chaos and Life: Complexity and Order in Evolution and Thought. Columbia University Press. ISBN 978-0-231-12662-5.
- John Briggs and David Peat, Turbulent Mirror: : An Illustrated Guide to Chaos Theory and the Science of Wholeness, Harper Perennial 1990, 224 pp.
- John Briggs and David Peat, Seven Life Lessons of Chaos: Spiritual Wisdom from the Science of Change, Harper Perennial 2000, 224 pp.
- Cunningham, Lawrence A. (1994). „From Random Walks to Chaotic Crashes: The Linear Genealogy of the Efficient Capital Market Hypothesis”. George Washington Law Review. 62: 546.
- Predrag Cvitanović, Universality in Chaos, Adam Hilger 1989, 648 pp.
- Leon Glass and Michael C. Mackey, From Clocks to Chaos: The Rhythms of Life, Princeton University Press 1988, 272 pp.
- James Gleick, Chaos: Making a New Science, New York: Penguin, 1988. 368 pp.
- Gribbin, John (2005-01-27). Deep Simplicity. Penguin Press Science. Penguin Books.
- L Douglas Kiel, Euel W Elliott (ed.), Chaos Theory in the Social Sciences: Foundations and Applications, University of Michigan Press, 1997, 360 pp.
- Arvind Kumar, Chaos, Fractals and Self-Organisation; New Perspectives on Complexity in Nature , National Book Trust, 2003.
- Hans Lauwerier, Fractals, Princeton University Press, 1991.
- Edward Lorenz, The Essence of Chaos, University of Washington Press, 1996.
- Marshall, Alan (2002). The Unity of Nature - Wholeness and Disintegration in Ecology and Science. ISBN 9781860949548. doi:10.1142/9781860949548.
- David Peak and Michael Frame, Chaos Under Control: The Art and Science of Complexity, Freeman, 1994.
- Heinz-Otto Peitgen and Dietmar Saupe (Eds.), The Science of Fractal Images, Springer 1988, 312 pp.
- Clifford A. Pickover, Computers, Pattern, Chaos, and Beauty: Graphics from an Unseen World , St Martins Pr 1991.
- Clifford A. Pickover, Chaos in Wonderland:  Visual Adventures in a Fractal World, St Martins Pr 1994.
- Ilya Prigogine and Isabelle Stengers, Order Out of Chaos, Bantam 1984.
- Peitgen, Heinz-Otto; Richter, Peter H. (1986). The Beauty of Fractals. ISBN 978-3-642-61719-5. doi:10.1007/978-3-642-61717-1.
- David Ruelle, Chance and Chaos, Princeton University Press 1993.
- Ivars Peterson, Newton's Clock: Chaos in the Solar System, Freeman, 1993.
- Roulstone, Ian; Norbury, John (2013). Invisible in the Storm: the role of mathematics in understanding weather. Princeton University Press. ISBN 978-0691152721.
- Ruelle, D. (1989). Chaotic Evolution and Strange Attractors. ISBN 9780521362726. doi:10.1017/CBO9780511608773.
- Manfred Schroeder, Fractals, Chaos, and Power Laws, Freeman, 1991.
- Smith, Peter (1998). Explaining Chaos. ISBN 9780511554544. doi:10.1017/CBO9780511554544.
- Ian Stewart, Does God Play Dice?: The Mathematics of Chaos , Blackwell Publishers, 1990.
- Steven Strogatz, Sync: The emerging science of spontaneous order, Hyperion, 2003.
- Yoshisuke Ueda, The Road To Chaos, Aerial Pr, 1993.
- M. Mitchell Waldrop, Complexity : The Emerging Science at the Edge of Order and Chaos, Simon & Schuster, 1992.
- Antonio Sawaya, Financial Time Series Analysis : Chaos and Neurodynamics Approach, Lambert, 2012.